# YoungBoy Never Broke Again
YoungBoy Never Broke Again (alternativamente NBA YoungBoy), pseudonimo di Kentrell DeSean Gaulden (Baton Rouge, 20 ottobre 1999), è un rapper, cantante e compositore statunitense.

## Biografia
Kentrell DeSean Gaulden nasce il 20 ottobre 1999 a Baton Rouge, in Louisiana. Mentre lottava da bambino si è spezzato l’osso del collo ed è stato costretto a mettere un sostegno fino alla guarigione della sua spina dorsale. Il tutore gli ha lasciato cicatrici permanenti sulla fronte. È stato cresciuto principalmente dalla nonna, a causa della condanna a 55 anni di carcere del padre.
La nonna di Gaulden morì di insufficienza cardiaca e Gaulden si trasferì a Baton Rouge a casa di un suo amico divenuto successivamente uno dei suoi manager, OG3Three. I due hanno compiuto vari atti di criminalità per iniziare a pagarsi gli studi di registrazione.
Ha lasciato la scuola a 14 anni, dicendo a sua madre che aveva bisogno di concentrarsi sulla sua carriera musicale. È stato in seguito arrestato per rapina, ed è stato mandato in un centro di detenzione a Tallulah, in Louisiana, dove ha iniziato a scrivere i suoi primi testi.

## Carriera

### 2015-2017: gli inizi eAI YoungBoy

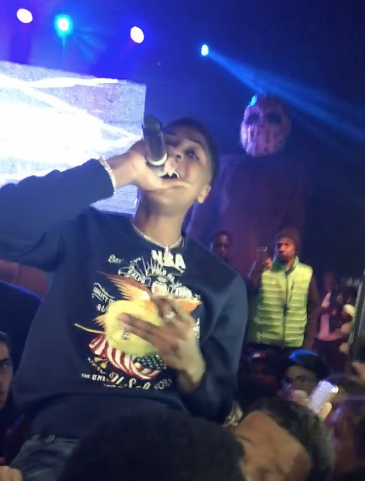
YoungBoy a Detroit nel 2017

Gaulden ha iniziato a produrre musica con l'ausilio di un microfono comprato in un Walmart all'età di 14 anni. Ha pubblicato il suo primo mixtape, Life Before Fame, come NBA YoungBoy nel 2015 e, in seguito, Mind of a Menace, Mind of a Menace 2 e Mind of a Menace 3.
Il rapper ha iniziato ad attirare l'attenzione nell'ottobre 2016 con il mixtape 38 Baby', contenente le collaborazioni di di Lil Snupe, Boosie Badazz e Kevin Gates. La rapida ascesa di Gaulden alla popolarità potrebbe anche essere attribuita ad uno scambio di dissing con il rapper compaesano Scotty Cain nel dicembre 2015, che includevano minacce di morte. Sebbene non si siano mai verificati episodi di violenza tra i due, la faida attirò una notevole attenzione.
Nel dicembre 2016, YoungBoy è stato arrestato a Austin, Texas, con l'accusa di tentato omicidio di primo grado legato a una sparatoria da un'auto in corsa.  Durante la reclusione ha pubblicato diverse canzoni, tra cui Win Or Lose, Do not matter e Too much. YoungBoy è stato rilasciato su cauzione nel maggio 2017 dopo un patteggiamento  e una settimana dopo è uscito il singolo Untouchable.
Nel luglio 2017, YoungBoy ha pubblicato un video musicale per il brano 41, in cui compaiono i rapper Meek Mill, Young Thug, 21 Savage, Boosie Badazz e Yo Gotti. Nell'agosto 2017 ha firmato un contratto da 2 milioni di dollari per l'Artist Partner Group di Mike Caren e l'Atlantic Records che prevedeva la pubblicazione di cinque album in studio. Il 3 dello stesso mese esce il mixtape AI YoungBoy, classificatosi al ventiquattresimo posto della Billboard 200. Il 7 ottobre viene pubblicato il suo ottavo mixtape, Ain't Too Long, entrato nuovamente nella Billboard 200. Solo un mese dopo, Gaulden è apparso come ospite nel Numb The Pain Tour di 21 Savage.

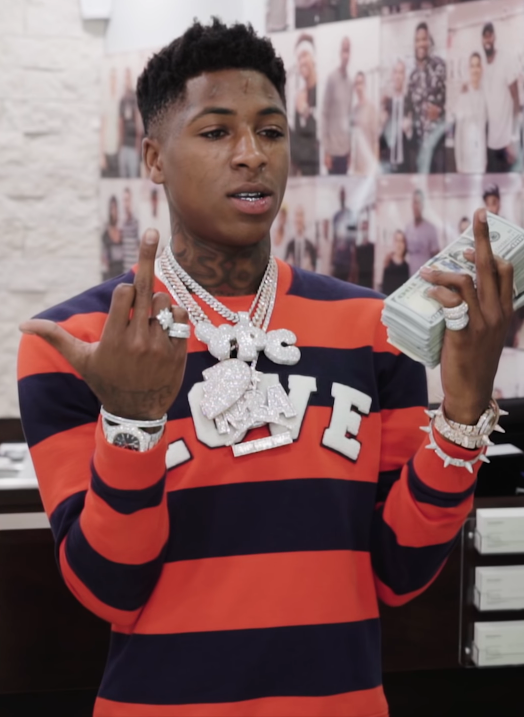
YoungBoy nel 2018

### 2018-2019:Until Death Call My NameeAI YoungBoy 2
Il 6 gennaio 2018 viene pubblicato il singolo Outside Today, che ha raggiunto in poco tempo la trentunesima posizione della Billboard Hot 100. Il suo album di debutto, intitolato Until Death Call My Name, è uscito ad aprile 2018 ed è entrato nella classifica statunitense al settimo posto con 43 000 copie vendute in una settimana. L'11 dello stesso mese annuncia l'uscita del suo album in studio di debutto, intitolato Until Death Call My Name. Il 2 aprile viene pubblicato il singolo Diamond Teeth Samurai, che contiene un'interpolazione del brano Tha Block Is Hot di Lil Wayne. Until Death Call My Name è stato reso disponibile su tutte le piattaforme il 27 aprile. Un mese dopo viene pubblicata una riedizione digitale dello stesso album, nel quale sono comprese collaborazioni con Lil Uzi Vert e Offset. Durante l'intero periodo estivo, Gaulden ha pubblicato una serie di quattro EP, tutti contenenti solamente quattro brani: il primo di questi è stato 4Respect, pubblicato il 24 agosto, che è stato poi seguito da 4Freedom, 4Loyalty e 4WhatImportant, usciti rispettivamente il 30 agosto, il 6 e il 14 settembre. In concomitanza con l'uscita della parte finale, tutti e quattro gli EP sono stati uniti in un'unica compilation. Il 7 settembre esce un altro mixtape, Decided, nel quale è presente una collaborazione con Trippie Redd, mentre il 20 dicembre viene pubblicato Realer.
Nel gennaio 2019, Gaulden raggiunge la vetta della YouTube Music Chart, risultando l'artista più visualizzato di tutti i generi musicali, ed è inoltre risultato il nono artista con più vendite nelle classifiche di metà anno secondo Billboard. Il 25 settembre 2019 YoungBoy ha pubblicato il singolo House Arrest Tingz, un chiaro riferimento alla sua precedente condanna a 14 mesi di arresti domiciliari a seguito di una violazione della libertà vigilata risalente all'inizio dell'anno. Il 4 ottobre seguente pubblica, in collaborazione con Juice Wrld, il singolo Bandit, che ha successivamente raggiunto la decima posizione della Billboard Hot 100. Sei giorni dopo esce AI YoungBoy 2, sequel di AI YoungBoy contenente 18 tracce che ha debuttato al primo posto della Billboard 200. L'album ha venduto un totale di 110 000 unità equivalenti ad album (incluse 3 000 vendite fisiche) accumulando un totale di 144,7 milioni di streaming audio on-demand nella sua prima settimana, diventando uno dei primi dieci debutti più di successo del 2019.

### 2020-2021:38 Baby 2,TopeSincerely, Kentrell
Nel febbraio 2020 Gaulden ha pubblicato il mixtape Still Flexin, Still Steppin: esso ha debuttato al secondo posto della Billboard 200, diventando il suo secondo album con il posizionamento più alto dopo AI YoungBoy 2. Il 24 aprile 2020 il rapper pubblica 38 Baby 2, che riscuote subito un notevole successo. Il 22 maggio 2020 collabora come artista ospite nel singolo Need It del trio hip hop Migos. L'11 settembre il rapper ha pubblicato il suo secondo album in studio, Top, che ha raggiunto la prima posizione della classifica statunitense e la quarta in Canada. L'album è stato preceduto dai singoli All In, Kacey Talk e Callin, in collaborazione con Snoop Dogg. Con i successi di AI YoungBoy 2, 38 Baby 2 e Top, Gaulden è divenuto il primo rapper nella storia ad accumulare tre album sulla vetta della Billboard 200 nell'arco di 10 mesi, battendo di fatto il precedente record stabilito da DMX tra il 1998 e il 1999. L'11 novembre pubblica il suo ennesimo progetto da solista, il mixtape Until I Return, che è stato reso disponibile sulle piattaforme streaming tre giorni dopo con quattro tracce aggiuntive. Il progetto non contiene alcun featuring e ha debuttato all'undicesimo posto della classifica dei migliori 200 album di Billboard. Il 20 dello stesso mese pubblica, in collaborazione con Rich the Kid, il mixtape Nobody Safe.
Il 24 settembre 2021, mentre il rapper si trovava in carcere, viene pubblicato Sincerely, Kentrell, il suo terzo album in studio, anch'esso piazzatosi al primo posto della classifica dei migliori album; ciò lo ha reso il terzo rapper dopo Tupac Shakur e Lil Wayne a piazzare un proprio album in testa a codesta classifica durante il proprio periodo di detenzione. Durante il periodo di uscita dell'album, è andato assai virale sui social network il termine "YB Better", poiché commentato in maniera assidua dai suoi fan. Per questa ragione, quattro giorni dopo l'uscita dell'album, viene pubblicata la sua riedizione digitale, intitolata Sincerely, Kentrell > (pronunciato "better") e contenente due tracce bonus. Dopo il rilascio di Gaulden avvenuto alla fine del mese di ottobre, viene pubblicata una serie di singoli non ufficiali, ovvero Safe then Sorry, Heart and Soul, Alligator Walk e Black Ball.  Questi quattro singoli sono stati poi inclusi nel successivo mixtape di Gaulden, intitolato From the Bayou e realizzato assieme al rapper e producer Birdman.

### 2022:Colors,The Last Slimetoe altri progetti
Il 21 gennaio 2022 esce l'ennesimo mixtape, Colors. Esso ha attirato rapidamente l'attenzione del pubblico, poiché nei brani Bring the Hook e Know Like I Know sono presenti dei dissing nei confronti dei rapper King Von e NLE Choppa. Il 4 marzo successivo esce, in collaborazione con DaBaby, il mixtape Better than You, mentre 1º aprile viene pubblicato Last Slimeto Sampler. A maggio viene confermato che l'artista avesse rifiutato un'offerta da 25 milioni di dollari da parte dell'amministratore delegato dell'Atlantic Records Craig Kallman per rinnovare il suo contratto, criticando l'etichetta per la sua integrità artistica. Il 5 agosto seguente è stato pubblicato The Last Slimeto, il suo quarto e ultimo album in studio sotto l'Atlantic. L'album è stato preceduto dalla pubblicazione dei singoli Mr. Grim Reaper, I Hate YoungBoy, Don't Rate Me e Vette Motors ed ha debuttato al secondo posto della Billboard 200 vendendo 104.800 unità ad album nella sua prima settimana, solo 400 in meno di Un verano sin ti di Bad Bunny. Gaulden è stato inoltre presente nella traccia Opp dell'album Drillmatic - Heart vs. Mind di The Game, ma la sua strofa è stata successivamente rimossa una settimana dopo a causa di una tassa di sdoganamento di 150.000 dollari imposta dallo stesso Gaulden, causando di fatto la rimasterizzazione della traccia e, automaticamente, la ripubblicazione dell'intero album.
Il 4 settembre 2022 esce in esclusiva su YouTube il brano Purge Me, mentre il giorno dopo, tramite DJ Akademiks, viene annunciata la pubblicazione di Realer 2, un nuovo mixtape che funge da sequel di Realer, pubblicato nel 2018. Esso è stato pubblicato solamente su YouTube il 6 settembre intorno alle 16:00 EST, e solo il giorno dopo è stato reso disponibile su tutte le piattaforme streaming. Il 7 ottobre è la volta del suo diciottesimo mixtape, 3800 Degrees, contenente collaborazioni con E-40, Mouse on tha Track e Shy Glizzy. Il 16 ottobre annuncia l'uscita di un nuovo mixtape, Ma' I Got a Family, la quale tracklist è stata rivelata qualche giorno dopo. Il progetto è stato reso disponibile su tutte le piattaforme il 21 ottobre. Tre giorni dopo, attraverso Billboard, viene annunciato che YoungBoy avrebbe firmato un contratto di joint venture tra la sua etichetta e la Motown. Il 25 novembre 2022 collabora con Quando Rondo per il mixtape 3860. Nonostante il progetto fosse stato pubblicato sul canale YouTube di YoungBoy, il giorno dell'uscita ha dichiarato di non volere che il mixtape venisse pubblicato a causa delle controversie con l'Atlantic Records, che hanno in seguito portato alla rimozione del canale YouTube del rapper. Il 23 dicembre seguente è annunciata l'uscita dell'ultimo progetto dell'anno di Gaulden, Lost Flies, una compilation di brani registrati nel 2018.

### 2023-presente:I Rest My Case,Don't Try This at HomeeMASA
Il 3 gennaio 2023 l'etichetta del rapper ha pubblicato l'artwork ufficiale del suo quinto album in studio I Rest My Case. Il giorno dopo YoungBoy pubblica una serie di singoli promozionali, tra cui Black, che ha ottenuto fin da subito un discreto successo. L'album è stato pubblicato ufficialmente il 6 gennaio 2023, divenendo il primo progetto del rapper uscito sotto la Motown Records. Il 1º febbraio Gaulden compare sulla copertina della nuova rivista lanciata da Billboard. Contestualmente, viene pubblicata un'intervista al rapper, dove afferma che il suo sesto album in studio era in lavorazione. Il 24 dello stesso mese YoungBoy è apparso come ospite nel terzo album in studio di Yeat, Afterlyfe, rispettivamente nella traccia Shmunk. Tre giorni dopo il rapper pubblica il singolo Next, preludio del suo nuovo album, Don't Try This at Home. Settimane dopo, viene annunciato sul profilo ufficiale della Motown Records che l'album sarebbe stato pubblicato il 21 aprile e avrebbe contenuto un totale di 33 tracce con i contributi di artisti come Mariah the Scientist, Post Malone e The Kid Laroi. Poco tempo dopo l'annuncio dell'album viene pubblicato quello che sarebbe stato il singolo principale del progetto, WTF, in collaborazione con la rapper trinidadiana Nicki Minaj. L'8 maggio viene annunciata l'uscita di un nuovo mixtape intitolato Richest Opp, prevista per il 12 dello stesso mese in concomitanza con l'uscita del nuovo album del suo rivale Lil Durk. Il progetto di Gaulden ha debuttato al quarto posto della Billboard 200 con 51.000 unità equivalenti ad album durante la prima settimana, attirando rapidamente l'attenzione del pubblico poiché in una traccia in particolare, ovvero Fuck the Industry Pt.2, sono presenti alcuni dissing nei confronti di Drake, J. Cole e Lil Yachty. Il 27 ottobre, escono i singoli Now Who e My Body, preludi del mixtape Decided 2, pubblicato il 10 novembre.
Il 27 gennaio 2024 Gaulden ha pubblicato sul proprio profilo Instagram un post che stuzzicava l'uscita di un futuro progetto prevista per il 19 aprile. Dopo aver pubblicato diversi singoli nella prima parte dell'anno, il 17 marzo viene condivisa la copertina e il titolo del nuovo album, I Just Got a Lot on My Shoulders. A seguito di una fuga di notizie durante la detenzione del rapper, costituite da musica, video musicali, vlog, filmati dietro le quinte e messaggi di testo, nel novembre 2024 vengono pubblicati cinque nuovi singoli su YouTube (Never Stopping, Catch Me, Missing Everything, Sneaking e Killa Season). Il 6 dicembre, mentre Gaulden si trovava ancora in carcere, I Just Got a Lot on My Shoulders viene ufficialmente pubblicato su tutte le piattaforme.
Il 27 febbraio 2025 viene annunciata l'uscita di More Leaks, il suo quarto compilation album, prevista per il 7 marzo dello stesso anno. Dopo il rilascio di Gaulden avvenuto il mese successivo, il suo entourage ha accennato alla produzione di un nuovo album e all'organizzazione di un nuovo tour. Il 15 maggio Gaulden e il suo team hanno confermato in una diretta su Instagram il tour del rapper, che si sarebbe chiamato Make America Slime Again Tour. La tournée è composta da 45 tappe e inizierà il 1º settembre a Dallas per poi concludersi il 12 novembre a Seattle. Il 16 giugno Gaulden ha annunciato tramite una storia di Instagram che avrebbe pubblicato il suo ottavo album in studio, MASA, il 4 luglio 2025. Inizialmente, MASA è stato pubblicato come sampler da 10 tracce, mentre la versione completa è stata resa disponibile a partire dal 25 luglio. Il 13 luglio Gaulden è apparso a sorpresa al fianco di Travis Scott in Outside, il quindicesimo brano del secondo album compilation collaborativo dei JackBoys, il gruppo rap fondato da Scott, JackBoys 2.

## Arte

### Influenze
Gaulden è stato paragonato a diversi artisti nel corso della sua carriera, tra cui Boosie Badazz, Kevin Gates, Lil Wayne e Tupac Shakur. Nonostante i numerosi paragoni, Gaulden ha citato il defunto Lil Phat come sua principale influenza nella sua intervista del 2016 con The Fader. Nel dicembre 2022, Gaulden ha citato Yeat, Young Thug, French Montana, Shy Glizzy e Soulja Slim come i suoi cinque rapper preferiti.

### Stile musicale
YoungBoy è stato descritto come "uno dei rapper più laboriosi" nell'industria musicale a causa della sua elevata produzione musicale. È noto per la sua costanza nel pubblicare musica, con la sua etica del lavoro descritta come di "ritmo rapido". Ha pubblicato oltre ventisei album in studio, EP e mixtape dal 2015. Nel 2023, ha descritto la sua tendenza di pubblicare musica costantemente come una "malattia".
"La musica è una terapia, ma non posso fermarla quando voglio, e lo stile di vita è solo una grande distrazione dal tuo vero scopo".  
La sua creatività musicale e il contenuto lirico derivano dalle sue esperienze vissute, tra cui la sua storia criminale, così come dalle relazioni passate. Nella sua musica, Gaulden è stato descritto come "brutalmente onesto", dovuto anche a ciò che ha visto e sperimentato in giovane età. La sua musica è descritta come "cruda" e "spirituale" per il modo in cui "evoca emozioni". Il rapper è stato notato per la sua voce melodica e per "il suo caratteristico pugno aggressivo e l'alta energia". YoungBoy è spesso elogiato dai critici musicali per la vulnerabilità espressa nella sua musica, che spazia dalla morte dei suoi cari alle relazioni interrotte.
Gaulden ha reso spesso omaggio alle sue radici della Louisiana in molte delle sue canzoni, e di questo ne è esempio il campionamento di Tha Block Is Hot di Lil Wayne nel singolo Diamond Teeth Samurai. Il rapper ha sperimentato suoni tipici del southern hip hop e dell'hardcore hip hop nel suo diciottesimo mixtape da solista, 3800 Degrees (2022), che rende omaggio a 400 Degreez di Juvenile e 500 Degreez di Lil Wayne. Canzoni come Toxic Punk, 2Hoo e Bestie ricordano brani tipici dei generi pop rock e rage rap, ulteriormente incarnati nel quinto album in studio I Rest My Case (2023). L'artista ha anche sperimentato il rap rock in canzoni come Guitar Hero.

## Questioni legali

### 2014: Accusa di rapina e detenzione minorile
Nel tardo 2014, Gaulden è stato arrestato per rapina e inviato in un centro di detenzione a Tallulah, Louisiana. È stato rilasciato dopo aver scontato 6 mesi.

### 2016-2017: Tentato omicidio
Nel novembre 2016, i Marshal degli Stati Uniti hanno arrestato YoungBoy prima di un concerto ad Austin, in Texas, accusandolo di essere saltato da un veicolo e di aver aperto il fuoco su un gruppo di persone in una strada di South Baton Rouge. Il rapper è stato in carcere da dicembre 2016 ad agosto 2017 con l'accusa di tentato omicidio di primo grado. Parlando della sua incarcerazione, l'artista ha successivamente dichiarato: "Non penso che io sia un bersaglio, ma se hai un nome, loro sanno chi sei, fai qualcosa, verranno a prenderti e chiunque tu sia, sei responsabile solo perché hai il nome più popolare. Ecco come vanno queste stronzate". Il 23 agosto 2017, un giudice di Baton Rouge ha condannato YoungBoy a una pena detentiva di 10 anni e tre anni di libertà vigilata per il suo coinvolgimento in una sparatoria.

### 2018: Aggressione, possesso di armi e sequestro di persona

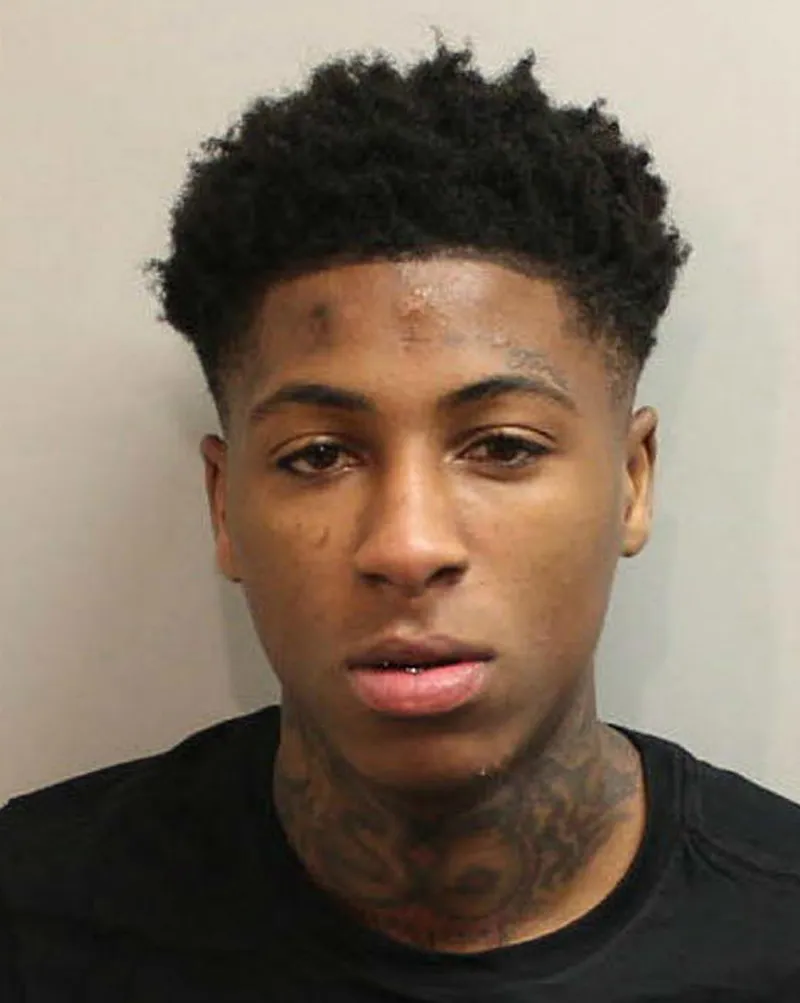
Foto segnaletica di Gaulden del 2018

YoungBoy è stato arrestato prima di un concerto al nightclub The Moon di Tallahassee il 25 febbraio 2018. YoungBoy ha ricevuto un mandato d'arresto nello stato della Georgia per un presunto atto di violenza, un assalto e un sequestro di persona. Il filmato di sorveglianza degli hotel è stato trapelato poco dopo il suo arresto, mostrando un'aggressione di Gaulden nei confronti della sua fidanzata Jania. Il 15 marzo 2018, è stato rilasciato con una cauzione di $75.000.

### 2019: Possesso di marijuana, sparatoria a Miami, violazione della libertà vigilata e arresti domiciliari
L'11 febbraio 2019, Gaulden è stato arrestato insieme a Star Thigpen, sua fidanzata all'epoca, al di fuori di un Hyatt House nel centro di Atlanta. Un membro del personale delle pulizie entrò nella stanza pensando che non fosse occupata e, secondo quanto riferito, YoungBoy avrebbe ordinato a Thigpen di far uscire la governante dalla stanza. Thigpen avrebbe presumibilmente preso a pugni in faccia la governante, cosa che ha portato il combattimento a continuare nel corridoio. Alla fine la governante scappò e chiamò le forze dell'ordine. Gaulden e Thigpen furono accusati di due capi di condotta disordinata e possesso di marijuana. I due furono portati nel carcere della contea di Fulton e due giorni dopo l'accaduto la coppia è stata rilasciata su cauzione.
Il 13 maggio 2019, YoungBoy si trovava a Miami per esibirsi al festival hip-hop Rolling Loud. Prima dello spettacolo, Gaulden è stato vittima di una sparatoria al di fuori del Trump International Beach Resort. Inizialmente, le guardie del corpo di YoungBoy hanno affermato di aver inseguito l'uomo responsabile e di averlo ucciso. In seguito è stato riferito che la guardia del corpo non avesse ucciso l'uomo, ma che la sparatoria avesse avuto come conseguenze la morte di due persone, tra cui un bambino di 5 anni, e il ferimento della fidanzata di Gaulden. Il 14 maggio 2019, è stato confermato che l'entourage del rapper non avrebbe dovuto affrontare alcuna accusa.
Quattro giorni dopo, YoungBoy è stato arrestato di nuovo nella sua città natale. Il giudice Bonnie Jackson ha ordinato che fosse detenuto per sospetto di violazione della libertà vigilata per un post pubblicato sui social media in cui Gaulden faceva riferimento a delle sparatorie e minacciava di vendicarsi. Il post ha violato i termini della sentenza dell'agosto 2017, che prevedeva il divieto di utilizzo dei social media. In seguito, all'artista è stato imposto di rimanere in prigione per almeno 30 giorni.
Il 21 maggio 2019, YoungBoy e Atlantic Records si sono offerti di pagare le spese funerarie per Mohamed Jradi, il passante ucciso erroneamente otto giorni prima. Il giorno dopo, è stato emesso un mandato d'arresto per YoungBoy, dove gli è stato richiesto di presentare un campione di DNA per un incidente accaduto in una discoteca a Charlotte, nella Carolina del Nord. La polizia, durante un'ispezione all'interno di un SUV appartenuto a Gaulden, ha rinvenuto alcune armi da fuoco. Un detective ha dichiarato che Gaulden e il suo staff arrivarono in prossimità della discoteca e si diressero verso la porta d'ingresso prima di tornare rapidamente verso il veicolo dopo aver individuato i metal detector. Mentre YoungBoy non è stato arrestato, Marvin White, l'autista dell'auto, è stato arrestato con l'accusa di possesso di un'arma rubata e di marijuana.
Il 7 giugno dello stesso anno, un ex socio del rapper, di nome Demarcus Fields, è stato arrestato per l'omicidio di Garrett "Gee Money" Burton risalente al 2017. L'11 giugno 2019, Big B è stato arrestato in concomitanza di una sparatoria condotta nel 2016 insieme a YoungBoy che è stato accusato a sua volta accusato di due conteggi di tentato omicidio e possesso di un'arma rubata. Gaulden è stato rilasciato su cauzione il 12 giugno.

### 2019-2020: Fine e rinnovo della libertà vigilata e arresto a Baton Rouge per reati federali
Il 13 dicembre seguente, il giudice ha ufficialmente interrotto la libertà vigilata di Gaulden per due capi di imputazione di tentato omicidio. Tuttavia, è stato condannato a un anno di libertà vigilata cinque giorni dopo, dopo essersi dichiarato colpevole di semplice aggressione nel caso che coinvolgeva la sua ex fidanzata.
Il 28 settembre 2020, Gaulden è stato tra le sedici persone arrestate a Baton Rouge, Louisiana, con varie accuse, tra cui distribuzione e produzione di droghe e possesso di armi rubate mentre stava registrando il video musicale della sua canzone Chopper City. Il suo avvocato ha negato qualsiasi colpa, dichiarando "Non c'era alcuna indicazione che avesse armi o droga con sé al momento dell'arresto".

### 2021–2022: Accusa federale per armi da fuoco in California e accusa federale a Baton Rouge
Il 22 marzo 2021, Gaulden è stato arrestato da agenti federali a Los Angeles in esecuzione di un mandato federale derivante dal suo arresto avvenuto a Baton Rouge nel settembre 2020. Gli agenti hanno tentato di fermare un veicolo in cui si trovava Gaulden per notificargli il mandato, ma lui è fuggito a piedi. Dopo una ricerca che ha coinvolto anche l’uso di un cane poliziotto, Gaulden è stato trovato e incarcerato con l'accusa di possesso illegale di armi da fuoco a livello federale. Il 26 ottobre 2021, è stato rilasciato su cauzione per un valore di 1,5 milioni di dollari.
Il 24 febbraio 2022, in seguito all’arresto di Gaulden a Baton Rouge nel settembre 2020, avvenuto mentre stava girando un video musicale, il suo team legale ha presentato una mozione per escludere come prove l’arma da fuoco sequestrata durante l’arresto, insieme ai video e alle foto contenuti in una scheda SD usata durante le riprese del video musicale Chopper City. Il 2 marzo 2022, la mozione per escludere i video come prove è stata accolta, tuttavia quella per escludere l’arma da fuoco è stata respinta. In seguito a questa parziale vittoria, è stata fissata una data per il processo al 16 maggio 2022, che però è stata successivamente rinviata a causa di eventi imprevedibili. Nel giugno 2022, il team legale di Gaulden ha ottenuto una vittoria preliminare, dopo aver presentato una mozione per l'esclusione di prove a causa di irregolarità da parte dell'accusa.
Durante il processo relativo all’accusa federale per armi da fuoco in California, il 12 luglio 2022, la mozione dell’accusa per includere nel processo i testi delle canzoni Life Support e Gunsmoke di Gaulden in cui il rapper menziona armi FN Herstal è stata respinta. Il 15 luglio 2022, Gaulden è stato dichiarato non colpevole delle accuse federali per possesso di armi da fuoco in California, per mancanza di prove sufficienti che dimostrassero che fosse in possesso consapevole delle armi trovate.

### 2023–2024: Nuova accusa federale per armi da fuoco a Baton Rouge
Il 9 marzo 2023, in merito all'accusa federale per armi da fuoco a Baton Rouge contro Gaulden, il team dell'accusa ha presentato una mozione per contestare la precedente decisione favorevole alla difesa di escludere i video e le foto come prove, decisione ottenuta nel marzo 2022. È stato riferito che un collegio di tre giudici avrebbe emesso una decisione nelle settimane successive. Il 15 marzo 2023, è stato annunciato che la giudice Shelly Dick ha allentato alcune restrizioni degli arresti domiciliari di Gaulden. Secondo il rapporto, due condizioni sono state rimosse: innanzitutto, a Gaulden è stato permesso di ricevere più di tre visitatori alla volta, e non era più soggetto a un coprifuoco.
Dopo che l’accusa ha contestato l’esclusione dei video e delle foto come prove, nel luglio 2023 il team di Gaulden ha presentato un nuovo ricorso presso la Corte d’Appello degli Stati Uniti, ma ha perso. Tuttavia, nell’ottobre 2023, dopo un’ulteriore contestazione da parte della difesa, la Corte d’Appello del Quinto Circuito ha annullato la propria precedente decisione, permettendo così all’accusa di utilizzare tali prove nel processo.
Nel novembre 2023, la difesa di Gaulden ha presentato una mozione per modificare le condizioni della custodia cautelare, citando presunti episodi di corruzione da parte della polizia. Più tardi nello stesso mese, il tribunale ha respinto la richiesta di Gaulden di allentare le limitazioni degli arresti domiciliari, nonostante i problemi di salute mentale e il calo delle vendite musicali. Il 19 dicembre 2023, Billboard ha annunciato che la giudice Shelly Dick ha negato a Gaulden la possibilità di avere maggiore accesso a uno studio di registrazione, ma gli ha concesso di ottenere cure mediche migliori.
Il 13 marzo 2024, un tribunale federale dello Utah ha sospeso temporaneamente il procedimento in attesa di una mozione presentata dall’avvocato di Gaulden basata sul Secondo Emendamento (diritto al possesso di armi).Il giorno successivo, una delle accuse di possesso di arma da fuoco da parte di un pregiudicato è stata archiviata. Il processo, inizialmente previsto per il 15 luglio 2024, è stato rinviato al 25 luglio 2024. Il 16 agosto 2024, è stato riportato che Gaulden ha presentato una dichiarazione di colpevolezza nell’ambito del caso federale per armi da fuoco. Le udienze sono poi state trasferite dalla Louisiana allo Utah, a causa di accuse pendenti nello stesso stato.

### 2024-2025: Arresto nello Utah per accuse di droga e frode
Il 1º marzo 2024, le autorità dello stato dello Utah hanno accusato Gaulden di aver violato le condizioni imposte prima del processo a causa del suo consumo di droga. Il 17 aprile 2024, Gaulden è stato arrestato con diverse accuse, tra cui possesso continuato di sostanze controllate, possesso di un'arma letale e frode d’identità. Secondo l’accusa, Gaulden avrebbe gestito un "giro di frode su prescrizioni mediche", utilizzando un’identità falsa e imitando la voce di un cliente di farmacia tramite telefono cellulare per acquistare farmaci da banco a base di prescrizione, con l’obiettivo di alimentare il suo abuso di codeina. A seguito dell’arresto, gli arresti domiciliari sono stati revocati e Gaulden è stato estradato in Louisiana, dove è stato ordinato che rimanesse in carcere a Baton Rouge in attesa di processo, senza possibilità di cauzione.
Il 9 maggio 2024, Gaulden è comparso in tribunale nella Contea di Cache, Utah, per un’udienza sulla cauzione in relazione al suo arresto di aprile. Davanti al giudice Spencer D. Walsh, la cauzione è stata fissata a 100.000 dollari. In seguito al trasferimento del caso di armi federali da Baton Rouge allo Utah, dopo la dichiarazione di colpevolezza di Gaulden, il 19 agosto 2024 i pubblici ministeri dello Utah hanno presentato una nuova accusa federale per possesso illegale di armi da fuoco, derivante dal suo arresto dell’aprile 2024. L’accusa sosteneva che Gaulden fosse in possesso di un’arma ottenuta illegalmente mentre si trovava agli arresti domiciliari. Il 9 settembre, l’avvocato di Gaulden, Bradford Cohen, ha annunciato che Gaulden aveva accettato un patteggiamento globale che includeva tutte le accuse pendenti in Louisiana e nello Utah.
Il 18 novembre, Gaulden ha ammesso la propria colpevolezza riguardo alle accuse di droga e frode nello Utah. Ha dichiarato colpevolezza per due capi d’imputazione di frode d’identità di terzo grado (reato), due capi di imputazione per falsificazione (terzo grado, reato), sei capi di imputazione per condotta farmaceutica illecita (reato minore), e ha presentato una dichiarazione di "nolo contendere" (nessuna contestazione) per le restanti 36 accuse. Le quattro imputazioni per reati gravi (felonies) sono state poi ridotte a reati minori di Classe A. Il 10 dicembre, Gaulden è stato ufficialmente condannato a 23 mesi di carcere, seguiti da 60 mesi di libertà vigilata e al pagamento di una multa di 25.000 dollari.
Nel gennaio 2025, è stato reso noto che Gaulden sarebbe stato rilasciato il 27 luglio 2025, ma la data è stata anticipata al 26 aprile 2025. Il 24 marzo 2025, è stato rilasciato dal carcere federale FCI Talladega. Il giorno successivo, è stato trasferito alla struttura di reinserimento RRM Phoenix, in Arizona, dove ha dovuto rispettare un coprifuoco di 30 giorni prima di essere rilasciato in libertà vigilata.

### 2025: Perdono presidenziale
Dopo due mesi dal rilascio, il 28 maggio 2025, Gaulden ha ricevuto il perdono presidenziale da parte di Donald Trump.
La grazia è stata concessa nell'ambito di un ampio atto di clemenza che ha incluso anche altre figure pubbliche, come i coniugi Chrisley e il fondatore dei Gangster Disciples, Larry Hoover. Secondo quanto dichiarato da YoungBoy, la sua squadra legale ha sottolineato il suo impegno per il cambiamento e il desiderio di un nuovo inizio. Il rapper ha espresso gratitudine verso il presidente Trump, l'avvocato Brittany K. Barnett e l'attivista Alice Marie Johnson per il loro sostegno.

Dopo l'annuncio, Gaulden ha pubblicato su Instagram un messaggio di ringraziamento rivolto ai suoi avvocati e a Trump per la grazia ricevuta.
“Voglio ringraziare il Presidente Trump per avermi concesso la grazia e per avermi dato l’opportunità di continuare a costruire come uomo, come padre e come artista. Questo momento significa molto. Apre la porta a un futuro per cui ho lavorato duramente, e sono pienamente pronto a viverlo".

## Iniziative imprenditoriali

### Never Broke Again
Dopo la firma di YoungBoy con Atlantic Records nel 2017, la sua musica ha iniziato a essere pubblicata sotto l'Atlantic e la Never Broke Again, un'etichetta discografica fondata da da lui stesso assieme ai colleghi rapper Rodrick "OG 3Three" Jeanpierre e Kyle "Montana" Claiborne. L'obiettivo di YoungBoy era quello di guidare i suoi amici nell'industria musicale e di offrire agli artisti emergenti una piattaforma per condividere la loro musica. La musica sotto la Never Broke Again sarebbe stata originariamente distribuita tramite UnitedMasters, tuttavia, l'8 settembre 2021, è stato annunciato che Never Broke Again avrebbe firmato un accordo di joint venture globale con Motown che avrebbe distribuito la loro musica e pubblicato album di compilation sotto la joint venture. Nonostante YoungBoy sia un co-fondatore e il volto dell'etichetta, è gestita da Kyle "Montana" Clairborne.
L'etichetta ha ospitato numerosi artisti come YoungBoy Never Broke Again, Quando Rondo e NoCap, nonché produttori discografici e tecnici del suono come Jason "Cheese" Goldberg e Khris James.

### AMP Talk Show
L'8 dicembre 2022, è stato annunciato tramite Instagram che YoungBoy avrebbe firmato un accordo con Amazon e Amp per la conduzione di un talk show. Dopo l'annuncio della partnership, ogni venerdì il rapper avrebbe presentato il programma radiofonico alle 20:00, ora centrale. Ogni episodio avrebbe visto la partecipazione di ospiti e celebrità popolari come Blueface, Rich the Kid e Ja Morant; YoungBoy avrebbe intervistato i suoi ospiti dopo il loro arrivo. Nonostante Ja Morant fosse stato annunciato come ospite ufficiale, il programma è stato cancellato la stessa sera e da allora ha smesso di andare in onda. Il 4 ottobre 2023, Amp è stato deprecato e tutti i suoi contenuti (incluso il programma radiofonico di YoungBoy) sono stati scartati da Amazon.

### Moda
Nel 2020, YoungBoy ha collaborato con il famoso marchio di streetwear di ASAP Bari, VLONE, per creare un bundle con il suo ultimo album in studio dell'epoca, Top.
Nel luglio 2023, YoungBoy ha lanciato la sua catena di sneaker sotto la sua Never Broke Again come "Grave Digger". A questo è seguita una collaborazione con Supreme in cui è stato annunciato come il volto della serie Autunno/Inverno 2023. In vista del 21° mixtape solista di YoungBoy, Decided 2, pubblicato il 10 novembre 2023, viene annunciata la sua collaborazione con il famoso marchio di streetwear Guapi, divenuto tra l'altro titolo della sedicesima traccia del nuovo mixtape del rapper.

## Vita privata

### Famiglia
A 25 anni, Gaulden è il padre confermato di dieci figli con sette donne diverse, tuttavia ci sono voci non confermate di altri due figli con altre due donne. Due dei suoi figli, Kayden e Kacey, sono apparsi nel video del suo singolo Kacey Talk.
Il 7 gennaio 2023, Gaulden ha sposato ufficialmente la sua fidanzata di lunga data e madre di due dei suoi figli, Jazlyn Mychelle Hayes.

### Residenza
Nell’ottobre 2021, dopo essere stato rilasciato agli arresti domiciliari da Baton Rouge, Gaulden si è trasferito a Millcreek, Utah, nella Contea di Salt Lake, insieme alla sua allora fidanzata Jazlyn Mychelle Hayes. Alla fine del 2023, Gaulden ha acquistato un'altra casa a Huntsville, Utah, su diversi acri di terreno, che chiama "Grave Digger Mountain". Nel marzo 2024 è stato rivelato che Gaulden ha messo in vendita la proprietà di Milcreek per 5,5 milioni di dollari. Nonostante la proprietà di Milcreek fosse in vendita, Gaulden vi è tornato a vivere dopo la sua scarcerazione nell’aprile 2025.

### Fede
L'8 agosto 2018, Gaulden ha annunciato tramite i social media di essersi convertito all'Islam, mostrando la sua allora fidanzata con il burqa. Tuttavia, dal suo trasferimento nello Utah nel 2021, Gaulden ha ricevuto la visita dei missionari della Chiesa di Gesù Cristo dei Santi degli Ultimi Giorni e ha dichiarato la sua intenzione di essere battezzato nella chiesa una volta rimosso il suo braccialetto elettronico alla caviglia. Nel 2025 realizza il video musicale della canzone "Finest" nella Chiesa Luterana di San Giovanni a Salt Lake City, Utah.

## Discografia

### Album in studio
- 2018 – Until Death Call My Name
- 2020 – Top
- 2021 – Sincerely, Kentrell
- 2022 – The Last Slimeto
- 2023 – I Rest My Case
- 2023 – Don't Try This at Home
- 2024 – I Just Got a Lot on My Shoulders
- 2025 – MASA

### EP
- 2018 – 4Respect
- 2018 – 4Freedom
- 2018 – 4Loyalty

### Mixtape
- 2015 – Life Before Fame
- 2015 – Mind of a Menace
- 2016 – Mind of a Menace 2
- 2016 – Before I Go
- 2016 – 38 Baby
- 2016 – Mind of a Menace 3
- 2016 – Before I Go: Reloaded
- 2017 – Mind of a Menace 3: Reloaded
- 2017 – A.I. Youngboy
- 2017 – Ain't Too Long
- 2018 – Master the Day of Judgement
- 2018 – Decided
- 2018 – Realer
- 2019 – AI Youngboy 2
- 2020 – Still Steppin, Still Flexin
- 2020 – 38 Baby 2
- 2020 – Until I Return
- 2022 – Colors
- 2022 – The Last Slimeto Sampler
- 2022 –  Realer 2
- 2022 – 3800 Degrees
- 2022 – Ma' I Got A Family
- 2023 – Richest Opp
- 2023 – Decided 2

### Mixtape collaborativi
- 2017 – Fed Baby's (con Moneybagg Yo)
- 2017 – Kane & O-Dog (con VL Deck)
- 2020 – Nobody Safe (con Rich the Kid)
- 2021 – From The Bayou (con Birdman)
- 2022 – Better Than You (con DaBaby)
- 2022 – 3860 (con Quando Rondo)

### Raccolte
- 2018 – 4Respect 4Freedom 4Loyalty 4WhatImportant
- 2022 – Lost Files
- 2024 – I Just Got a Lot on My Shoulders
- 2025 – More Leaks

### Singoli

#### Come artista principale
- 2017 – Untouchable
- 2017 – 41
- 2017 – GG (Remix) (feat. A Boogie wit da Hoodie)
- 2017 – No Smoke
- 2018 – Outside Today
- 2018 – Diamond Teeth Samurai
- 2018 – Genie
- 2018 – Not Wrong Now
- 2018 – Blasian
- 2018 – Hypnotized
- 2018 – Valuable Pain
- 2019 – Kick Yo Door
- 2019 – Gangsta Fever
- 2019 – Scenes (feat. PnB Rock)
- 2019 – Freeddawg
- 2019 – 4 Sons of a King
- 2019 – Slime Mentality
- 2019 – Self Control
- 2019 – Bandit (con Juice Wrld)
- 2019 – Lost Motives
- 2019 – Bring 'Em Out
- 2019 – Dirty Iyanna
- 2020 – Make No Sense
- 2020 – Ten Talk
- 2020 – Drop 'Em
- 2020 – Uncharted Love
- 2020 – AI Nash
- 2020 – Step On Shit
- 2020 – One Shot (feat. Lil Baby)
- 2020 – Death Enclaimed
- 2020 – Sticks with Me
- 2020 – All In
- 2020 – Kacey Talk
- 2020 – Callin (feat. Snoop Dogg)
- 2020 – Soul Stealer
- 2020 – Bankroll (con Rich the Kid)
- 2020 – What That Speed Bout (con Mike Will Made It e Nicki Minaj)
- 2020 – The Story of O.J. (Top Version)
- 2020 – How I Been
- 2020 – Green Dot
- 2021 – Toxic Punk
- 2021 – It Ain't Over
- 2021 – I Ain't Scared
- 2021 – Territorial
- 2021 – White Teeth
- 2021 – Nevada
- 2021 – Life Support
- 2021 – On My Side
- 2022 – Bring the Hook
- 2022 – Hit (con DaBaby)
- 2022 – Flossin' (con Internet Money)
- 2022 – Mr. Grim Reaper
- 2022 – SuperBowl
- 2022 – Opposite
- 2022 – I Hate YoungBoy
- 2022 – Neighborhood Superstar (con DaBaby)
- 2022 – Bestie (con DaBaby)
- 2022 – Don't Rate Me (feat. Quavo)
- 2022 – Vette Motors
- 2022 – Late To Da Party (con Lil Nas X)
- 2022 – Give Me a Sign (feat. Quando Rondo)
- 2022 – Put It On Me
- 2023 – WTF (con Nicki Minaj)
- 2023 – Rear View (con Mariah the Scientist)
- 2023 – Testimony
- 2023 – Heard of Me
- 2023 – Run
- 2024 – Act a Donkey
- 2024 – Bnyx Da Reaper
- 2024 – Fuck Niggaz
- 2024 – No Time

#### Come artista ospite
- 2017 – Dope Good (Teflon Mark feat. YoungBoy Never Broke Again e King Stevie D.)
- 2017 – Beast Mode (A Boogie wit da Hoodie feat. PnB Rock e YoungBoy Never Broke Again)
- 2017 – Doin' Bad (OMB Peezy feat. YoungBoy Never Broke Again)
- 2017 – Check Callin' (Plies feat. YoungBoy Never Broke Again)
- 2017 – FWM Remix (XO feat. YoungBoy Never Broke Again e Boosie Badazz)
- 2017 – New Money (Spacejam Bo feat. YoungBoy Never Broke Again)
- 2017 – My Side (Lil Durk feat. YoungBoy Never Broke Again)
- 2017 – 16 (Jamie Ray feat. YoungBoy Never Broke Again)
- 2018 – In the Bank (Famous Dex feat. YoungBoy Never Broke Again)
- 2018 – NBAYOUNGBOAT (Lil Yachty feat. Youngboy Never Broke Again)
- 2018 – FN Everything (Remix) (Damar Jackson feat. YoungBoy Never Broke Again)
- 2018 – Can I Trust You (Jdagr8 feat. YoungBoy Never Broke Again)
- 2018 – Gutta Boy (All-Star Will feat. YoungBoy Never Broke Again)
- 2018 – Sleepin' (Leeky Bandz feat. YoungBoy Never Broke Again)
- 2018 – Savage Life (Johnni Blaze feat. YoungBoy Never Broke Again)
- 2018 – Where We Come From (Shy Glizzy feat. YoungBoy Never Broke Again)
- 2018 – Movin' On (OG 3Three feat. YoungBoy Never Broke Again)
- 2019 – Richer than Errybody (Gucci Mane feat. NBA YoungBoy e DaBaby)
- 2020 – Money Talk (Rich the Kid feat. YoungBoy Never Broke Again)
- 2020 – Need It (Migos feat. NBA YoungBoy)
- 2020 – Trillionaire (Future feat. NBA YoungBoy)
- 2020 – Im On (P Yungin feat. NBA YoungBoy)
- 2021 – Everything Different (Culture Jam e Rod Wave feat. YoungBoy Never Broke Again)
- 2021 – WusYaName (Tyler, the Creator feat. YoungBoy Never Broke Again e Ty Dolla Sign)
- 2022 – All My Shit Is Stupid (iLoveMakonnen feat. YoungBoy Never Broke Again)
- 2022 – 2Tone (Cootie feat. YoungBoy Never Broke Again)
- 2022 – Military (Rich Gang feat. YoungBoy Never Broke Again e Drok)
- 2023 – Fools Fall N Love (Shy Glizzy feat. YoungBoy Never Broke Again)
- 2023 – Won't Back Down (Bailey Zimmerman e Dermot Kennedy feat. YoungBoy Never Broke Again)
- 2023 – Cut U Off (Joyner Lucas feat. YoungBoy Never Broke Again)
- 2023 – Project Walls (Lil Tjay feat. YoungBoy Never Broke Again)
- 2023 – IN N OUT (Susie B feat. YoungBoy Never Broke Again)
- 2023 – Parasites (iLoveMakonnen feat. YoungBoy Never Broke Again)
- 2023 – CRAZY GIRL P2 (Bktherula feat. YoungBoy Never Broke Again)
- 2023 – No Fake Love (Queen Naija feat. YoungBoy Never Broke Again)
- 2023 – First Day Out (Freestyle) [Youngboy Edition] (Rundown Spaz feat. YoungBoy Never Broke Again e Rundown Choppaboy)
- 2024 – FYN (Tre Savage feat. YoungBoy Never Broke Again)
- 2024 – Swear (J.K. Mac feat. YoungBoy Never Broke Again)
- 2024 – Engine (Lil Mabu feat. YoungBoy Never Broke Again)
- 2024 – Llogclay (T.I. feat. YoungBoy Never Broke Again)
- 2024 – Why Oh Why (Sean Kingston feat. YoungBoy Never Broke Again)
- 2024 – Matador (Kevin Smiley feat. YoungBoy Never Broke Again)
- 2025 - ALIVE (Kanye West feat. Youngboy Never Broke Again)

## Riconoscimenti
Nel 2019 viene nominato ai Bet Hip Hop Awards con il brano I Am Who They Say I Am in collaborazione con Kevin Gates e Quando Rondo nella categoria Best Impact Track.
Nel 2021 vince il premio ASCAP Rhythm & Soul Music Awards con il brano Bandit con Juice World nella categoria "Winning Rap Songs". Nello stesso anno e con lo stesso brano vince ai BMI R&B/Hip-Hop Awards nella categoria Most Performed R&B/Hip-Hop Songs.
Nel 2022 viene nominato nuovamente ai Bet Hip Hop Awards prima con Birdman, poi con Dababy nella categoria Best Duo/Group. Nello stesso anno viene nominato ai Grammy Awards con il brano WusYaName con Tyler, the Creator e Ty Dolla Sign nella categoria Best Melodic Rap Performance.
Nel 2023 agli XXL Awards vince il premio The People's Champ.

## Primati
- Artista più giovane con 100 brani nella Billboard Hot 100: Nel 2023, a soli 23 anni, NBA YoungBoy è diventato l'artista più giovane a raggiungere oltre 100 ingressi nella classifica Billboard Hot 100. Questo traguardo lo colloca tra grandi nomi come Drake e Taylor Swift.
- Dominio su YouTube: È stato l'artista hip-hop più trasmesso in streaming su YouTube negli Stati Uniti per cinque anni consecutivi, superando icone come Drake e Taylor Swift. Nel 2023, è stato il secondo artista più trasmesso in generale, dopo Peso Pluma. Detiene il maggior numero di video musicali rap con oltre 100 milioni di visualizzazioni (29).
- Impatto sugli album: A 23 anni è diventato l'artista più giovane nella storia dell'hip pop ad avere 6 album certificati dischi di platino.